# Conus darkini
Espèce
Statut de conservation UICN

 LC  : Préoccupation mineure
Conus darkini est une espèce de mollusques gastéropodes marins de la famille des Conidae.
Comme toutes les espèces du genre Conus, ces escargots sont prédateurs et venimeux. Ils sont capables de « piquer » les humains et doivent donc être manipulés avec précaution, voire pas du tout.

## Description
La taille de la coquille varie entre 34 mm et 87 mm.

## Distribution
Cette espèce marine est présente au large des Philippines, de la Nouvelle-Calédonie et des Îles Loyauté.

### Niveau de risque d’extinction de l’espèce
Selon l'analyse de l'UICN réalisée en 2011 pour la définition du niveau de risque d'extinction, cette espèce se trouve de l'île Balut dans le sud des Philippines, d'Ogasawara, des îles Ryukyu et des îles Loyauté. Elle a une distribution en profondeur de 280 à 575 m. Cette espèce est très recherchée dans le commerce des spécimens de coquilles, cependant, la disponibilité est très rare, et elle commande des prix élevés. Il n'y a pas de mesures de conservation connues actuellement pour cette espèce. Étant donné sa profondeur, elle est moins susceptible d'être affectée par les perturbations anthropiques.

## Taxonomie

### Publication originale
L'espèce Conus darkini a été décrite pour la première fois en 1993 par les malacologistes Dieter Röckel (d) (1922-2015), Werner Korn et Georges Richard (d) dans la publication intitulée « La Conchiglia »,.

### Synonymes
- Conus (Embrikena) darkini Röckel, Korn & Richard, 1993 · appellation alternative
- Embrikena darkini (Röckel, Korn & Richard, 1993) · non accepté
- Kurodaconus darkini (Röckel, Korn & Richard, 1993) · non accepté
- Profundiconus darkini (Röckel, Korn & Richard, 1993) · non accepté
- Turriconus (Kurodaconus) darkini (Röckel, Korn & Richard, 1993) · non accepté

## Identifiants taxonomiques
Chaque taxon catalogué par les bases de données biologiques et taxonomiques possède un identifiant qui permet d'établir un point de référence. Les identifiants de Conus darkini dans les principales bases sont les suivants :
CoL : XX9P - GBIF : 6509676 - iNaturalist : 431934 - IRMNG : 11897248 - NCBI : 592106 - TAXREF : 137959 - UICN : 192508 - WoRMS : 426475